# Campoli Appennino
Campoli Appennino és un comune (municipi) de la província de Frosinone, a la regió italiana del Laci, situat a uns 100 km a l'est de Roma i a uns 30 km al nord-oest de Frosinone.
Campoli Appenino limita amb els municipis d'Alvito, Broccostella, Pescasseroli, Pescosolido, Posta Fibreno, Sora i Villavallelonga
A 1 de gener de 2019 tenia 1.673 habitants.